# Asi Vassihon
Aisso Vassihon (Etiopía, 31 de julio de 1982) es un exfutbolista naturalizado israelí, de origen Etíope. Jugaba de defensa y su último equipo fue el Maccabi Kiryat Gat F.C.

## Selección nacional
Ha sido internacional con la selección de fútbol sub-21 de Israel.

## Clubes
| Club                    | País   | Año       |
| ----------------------- | ------ | --------- |
| Maccabi Netanya         | Israel | 2001-2006 |
| Hapoel Nazareth Illit   | Israel | 2006-2009 |
| Hapoel Kfar Saba        | Israel | 2009-2012 |
| Maccabi Kiryat Gat F.C. | Israel | 2012-2013 |

## Palmarés

### Campeonatos nacionales
| Título           | Club            | País   | Año  |
| ---------------- | --------------- | ------ | ---- |
| Copa Toto Leumit | Maccabi Netanya | Israel | 2005 |